# Ричарда Маласпина
Ричàрда Маласпѝна (на италиански: Ricciarda Malaspina; * 1497, Маса, Маркграфство Маса, синьория Карара, Монета и Авенца; † 15 юни 1553, Бани ди Лука) от фамилията Маласпина, е маркиза на Маса и княгиня на Карара, Монета и Авенца (13 април 1519 – 6 октомври 1546 и 27 юни 1547 – 15 юни 1553), и чрез брак графиня на Ферентило (14 май 1520 – 14 март 1549).

## Произход
Тя е дъщеря и наследничка на Антонио Алберико II Маласпина († 1519), от 1481 г. маркиз на Маса и господар на Карара, и на съпругата му Лукреция д’Есте (* 1535, † 1598). Има три сестри:
- Елеонора (* 1493, † 1515), графиня на Лаваня като съпруга на Шипионе Фиески
- Катерина Дианора (* ок. 1500), монахиня във Ферара като Лукреция
- Тадеа (* 1505, † 1559), графиня на Скандиано като съпруга на Джовани Батиста Боярдо, метреса на херцог Алесандро де Медичи.

## Биография

### Първи брак
По-голямата ѝ сестра Елеонора е дадена за съпруга на Шипионе Фиески от Генуа, но тя умира през 1515 г., малко след сватбата. Тогава Алберико прави всичко възможно, за да накара дъщеря си Ричарда да се омъжи за Шипионе. Плащайки много голяма сума, той получава от папа Лъв X необходимото разрешение за брак и също номинира Ричарда за своя наследница в Маркграфство Маса, като уточнява, че ще я наследи първородният син, роден от нея или от нейната линия. От съюза между Шипионе и Ричарда се ражда Изабела, която се омъжва през 1533 г. за Виталиано Висконти Боромео, донасяйки зестра от 12 хил. скуди.

### Втори брак
През 1519 г. умира баща ѝ, а през 1520 г. – и съпругът ѝ. Папа Лъв X и кардинал Иноченцо Чибо решават да я омъжат за Лоренцо Чибо, граф на Ферентило, брат на кардинала. Лоренцо и Иноченцо са синове на Франческо „Франческето“ Чибо, незаконен син на папа Инокентий VIII и на Мадалена де Медичи, третото дете на Лоренцо Великолепни и Клариса Орсини. Споразумението е подписано на 14 май 1520 г. от Ерколе д'Есте, чичо на Ричарда и неин представител. От брака са родени Елеонора (1523), Джулио (1525) и Алберико (1534); последният, въпреки че се счита за законен, вероятно е син на кардинал Иноченцо Чибо.
В годините след брака двойката се мести в Рим, където Ричарда остава малко преди разграбването през 1527 г. Когато става известно, че императорските войски се приближават към града, като нарушава заповедите на папа Климент VII, който забранява напускането на града от съображения за обществения ред, тя бяга с децата си в Остия, откъдето стига до Чивитавекия, след това до Пиза и накрая до Маса.

### Конфликт с втория ѝ съпруг
По време на престоя си в Рим Ричарда успява да спечели приятелството на влиятелни личности, способни да ръководят избора на император Карл V Хабсбург относно маркграфството, което е имперски феод. Със сигурност благодарение на тези приятелства на 16 юли 1529 г. Карл V предоставя инвеститурата на Маса и Карара на Ричарда и неговите първородни потомци от мъжки пол, а при липсата им – от женски пол. Целта, преследвана от 1525 г., най-накрая е постигната, но това е първият акт на дипломатическа война, която я противопоставя на съпруга ѝ до 1546 г. Всъщност от началото на 30-те години отношенията между съпрузите се влошават. Благодарение на подкрепата на своя братовчед папа Климент VII Лоренцо тайно се обръща към Карл V, за да получи инвеститурата на Маса и Карара. В тези години той постига блестяща военна кариера и получава все по-престижни длъжности, и участва в церемонията по императорската коронация в Болоня; тук на 21 март 1530 г. той успява да получи диплома от Карл V, в която претенциите му върху маркграфството са приети: императорът всъщност го назначава за „съгосподар“ на феода, както и за наследник на Ричарда, в случай че я надживее. Съответно Ричарда откликва на инициативата на съпруга си и на 7 април 1533 г. успява да получи правото да назначава свой наследник.
През 1533 г. тя се мести във Флоренция, където остава до 1537 г. През този период живее с майка си Лукреция и сестра си Тадеа в Дворец „Паци“ на ул. „Проконсоло“ и във вилата, която принадлежи на същото семейство и се нарича Ла Лоджа. Тези сгради всъщност са собственост на нейния съпруг Лоренцо като наследник на Франческето Чибо.
Въпреки че живее далеч от Маса, действията на маркизата имат за цел да запазят властта над държавата само у нея и това е възможно благодарение на действията на Иноченцо Чибо, който от Карара, където се оттегля през 1537 г., управлява Маса от нейно име. През следващите години Ричарда се бори за изключването на съпруга си от съвместното господство, оспорвайки и подкрепяйки невалидността на завещанието на баща си Алберико (което предвижда не Ричарда да бъде директният му наследник, а нейният първороден син) спрямо авторитетното изявление на императора, който е дал инвеститурата. Карл V се съгласява и с диплома от 26 септември 1541 г. отменя правото, дадено на Лоренцо да участва в управлението на Маса.
В този момент Лоренцо се опитва през 1538 г. да завладее маркграфството със сила. Той успява да залови кастелана и шамбелана Пиетро Гасани, но трябва да се откаже от по-нататъшни действия по съвет на брат си кардинала, който очевидно го кара да се замисли за невъзможността да осъществи проекта си против волята на императора.

### Конфликт със сина ѝ Джулио и загуба на маркграфството
Законният претендент за феода всъщност е Джулио, най-големият син на Ричарда, но отношенията между двамата са много напрегнати поради оскъдното му икономическо финансиране, което го принуждава да се откаже от така желаната военна кариера. През 1545 г. отношенията им се влошават още повече и може би тогава Джулио решава да вземе властта със сила. Благодарение на подкрепата на 20 аркебуза на Галеото Маласпина, маркиз на Оливола, подпомогнат от някои от многобройните бунтовници на маркграфството и от кастелана Джироламо Гирланда, той се опитва да окупира Карара на 28 август 1545 г. След като влиза в имението, поради първоначална нерешителност и действията на кардинал Иноченцо, който го задържа по време на нападението, Джулио не успява да залови майка си: Ричарда има време да се барикадира в крепостта на Маса, откъдето успява да вдигне поданиците срещу бунтовниците. Джулио и хората му са принудени да бягат.
След това Ричарда решава отново да напусне маркграфството и да отиде в Рим, давайки на сина си по-голям финансов заем, който във всеки случай го оставя неудовлетворен. В този момент Джулио показва, че е готов да отиде на служба при Козимо I Медичи, който гледа с интерес към Маса, а също така през пролетта на 1546 г. той успява да получи подкрепата на могъщото семейство Дория. След това Джулио, въз основа на тази подкрепа и недоволството на жителите на Маса от суровото управление на майка му, през октомври 1546 г. успешно окупира града и крепостта с помощта на баща си Лоренцо, който е начело на войските, и взима титлата „маркиз“. Козимо I допринася решително за операцията, предоставяйки на Джулио военна и финансова помощ.

### Поражение и смърт на сина ѝ Джулио, и повторно придобиване на маркграфството
Позицията на сина на Ричарда Джулио отслабва, особено след бруталното убийство на Пиетро Гасани и двамата му сина в нощта между 8 и 9 ноември 1546 г., за което е заподозрян като главен виновник.
Изправен пред загубата на замъка, през октомври Ричарда се обръща към Феранте I Гондзага. През ноември император Карл V постановява да отстъпи феода на Гондзага, докато чака да се разреши въпросът; Джулио обаче е издействал държавата да бъде поверена на кардинал Иноченцо Чибо и през декември се жени за Перета Дория. Козимо I Медичи, който също го подкрепя, не гледа благосклонно на приближаването на Дория към феода Маса поради страх от пряка имперска намеса и след като извиква Джулио в Пиза, през март 1547 г. дори го затваря в крепостта. Поради неустойчивостта на положението си младият мъж се съгласява да се откаже от маркизата в полза на баща си Лоренцо, който го предава на втория си син Алберико. Няколко месеца по-късно войниците му трябва да изоставят Маса, окупирана от четиридесет испанци, която Феранте Гондзага, от името на Карл V, предоставя на Ричарда.
След нов опит да завземе маркграфството Джулио е арестуван в Понтремоли и, наред с други неща, е заподозрян в заговор срещу императора с французите, и е обезглавен в Милано на 18 май 1548 г. Ричарда действа, за да спаси сина си от смъртта, въпреки че е трудно да се каже дали наистина е опитала всичко възможно. В писмо, написано от Рим на 2 февруари 1548 г., тя моли Карл V за помилване. Обезглавяването на сина ѝ е последвано от смъртта на съпруга ѝ на 14 март 1549 г. Поради това Ричарда се завръща в Маса, чиято крепост ѝ е върната през април 1549 г., и остава там до 1550 г., преди да се установи отново в Рим. В крепостта остава новият кастелан Ричардо Ломбардели и шестнадесет войници.
Ричарда се опита да се сближи с Козимо I Медичи. Тя получава подкрепата му, особено в операциите за взаимна намеса срещу ендемичния бандитизъм, който заразява границите на Маса. Смъртта на кардинал Иноченцо Чибо през 1550 г., който е големият защитник на маркизата, със сигурност допринася за сближаването ѝ с Козимо I. От Рим благородничката лично го уведомява за кончината на Иноченцо, като поисква помощ за наследниците му. Някои от децата на кардинала са и деца на маркизата, която неслучайно е назначена за изпълнител на неговото завещание заедно с кардинал Джовани Салвиати, на когото е възложена и ролята на възпитател. Показателно е, че в завещанието си кардинал Иноченцо също назовава сина на Ричарда Алберико I Чибо-Маласпина. През февруари 1552 г. тя жени Алберико за Елизабета дела Ровере, сестра на Гуидобалдо II дела Ровере, херцог на Урбино.

### Болест, смърт и погребение
В началото на 1553 г., в лошо здравословно състояние, Ричарда отива в Бани ди Лука за лечение. През май състоянието ѝ се влошава и на 15 май тя диктува завещанието си на нотариуса Филипо Андреони. В него определя сина си Алберико за свой приемник и прародител на Чибо-Маласпина; на сестра му Тадеа предоставя използването на римските си резиденции. Тя не забравя за нито една от своите законни дъщери: Изабела, родена от първия ѝ брак, и Елеонора, която е омъжила в нещастен брак за Джан Луиджи Фиески през 1542 г., нито за извънбрачните си деца Елена, призната и легитимирана от Иноченцо Чибо, на която тя оставя 5000 златни скуди, и Шипионе, чийто баща е любовникът ѝ маркиз Джован Фердинандо Манрик д'Агилар.
Умира на 56-годишна възраст на 16 юни 1553 г. в Бани ди Лука, в термалните бани в Република Лука. Нейният син Алберико кара да преместят тленните ѝ останки в криптата на Катедралата в Маса, като нарежда да ги поставят заедно с тези на баща му Лоренцо и на брат му Джулио.

## Брак и потомство
Ричарда се омъжва два пъти:
∞ 1. за Шипионе Фиески (* ок. 1480; † 1520, Маса), син на Джан Луиджи Стари от клона Ториля на силното лигурско семейство Фиески и съпругата му Катерина дел Карето от маркизите на Финале, от когото има една дъщеря:
- Изабела Фиески, ∞ за граф Виталино Висконти Боромео, от когото няма деца.

∞ 2. 14 май 1520 за Лоренцо Чибо (* 1500, † 1549), граф на Ферентило, племенник на папа Инокентий VIII. Имат двама сина и една дъщеря:
- Елеонора Чибо-Маласпина (* 10 март 1523, Маса; † 22 февруари 1594, Флоренция), ∞ 1. 30 януари 1543 в Карара за Джан Луиджи Фиески (* 1522, † 1547), граф на Лаваня 2. 1 октомври 1549 във Флоренция за Джанлудовико „Киапино“ Вители (* 1520, † 1575), маркиз на Четона;
- Джулио I Чибо-Маласпина (* 1525, Рим; † 18 май 1547, Милано, обезглавен), маркиз на Маса, господар на Карара, полковник на френската войска, ∞ март 1546 в Генуа за Перета Дория (* 1526, Пели; † 1591, Лоано), дъщеря на Томазо Дория, патриций на Генуа, братовчед на Андреа Дория;
- Алберико I Чибо-Маласпина (* 28 февруари 1534, Генуа; † 18 януари 1623, Маса), маркиз на Маса и господар на Карара (16 май 1553 – 1623) и от 1568 г. маркграф на Карара, княз на Маса и маркиз на Карара (23 август 1568), граф (май 1566) и маркиз (1569) на Айело, барон на Падули (септ. 1566), граф на Ферентило (1549), господар на Монтелеоне (12 юни 1562 – април 1565); ∞ 1. февруари 1552 в Рим за Елизабета дела Ровере (* 1529, † 6 юни 1561), третата дъщеря на Франческо Мария I дела Ровере, първият херцог на Урбино, и съпругата му Елеонора Гондзага. 2. 16/17 февруари 1563 в Рим за Изабела ди Капуа (* 1546, Молфета; † 14 януари 1575, Маса), дъщеря на Фердинандо ди Капуа, херцог на Термоли.

Има няколко извънбрачни деца:
От кардинал Иноченцо Чибо, има двама сина и две дъщери, узаконени от него:
- Елена Чибо
- Ричарда Чибо
- Алесандро Чибо
- Клементе Чибо

От маркиз Джован Фердинандо Манрик д'Агилар има един син:
- Шипионе Манрик д'Агилар